# Neuhardenberg
Neuhardenberg (jusqu'en 1814 : Quilitz ; en polonais : Kwilica) est une commune allemande de l'arrondissement de Märkisch-Pays de l'Oder, dans le land de Brandebourg.

## Géographie
Le territoire communal se situe dans le nord-ouest du pays de Lebus, en bordure de l'Oderbruch.
En plus du lieu principal de Neuhardenberg (avec Bärwinkel), la commune comprend les villages d'Altfriedland (avec Gottesgabe, Karlsdorf et Neufriedland), de Quappendorf (avec Neufeld), et de Wulkow.
| Bliesdorf      | Neutrebbin    | Letschin      |
| Märkische Höhe | Neuhardenberg | Gusow-Platkow |
|                | Müncheberg    | Vierlinden    |

Altfriedland se situe entre le Klostersee et le lac de Kietz.

## Histoire
Le village de Neuhardenberg est mentionné pour la première fois en 1348 sous le nom de Quilicz, d'origine slave. 
Après les destructions à la suite de la guerre de Trente Ans, le domaine dans la marche de Brandebourg a été acheté par la princesse Sophie-Dorothée, épouse du « Grand Électeur » Frédéric-Guillaume Ier de Brandebourg, en 1681. Il était détenu par son fils aîné Albert-Frédéric de Brandebourg-Schwedt puis par son petit-fils Charles-Frédéric-Albert. Après la mort de Charles-frédéric, en 1762, il a été offert par le roi Frédéric II de Prusse à Joachim Bernhard von Prittwitz, Rittmeister du 3e régiment de hussards "von Zieten", pour son action lors de la bataille de Kunersdorf. Il fit construire le château de Quilitz à partir de 1763.

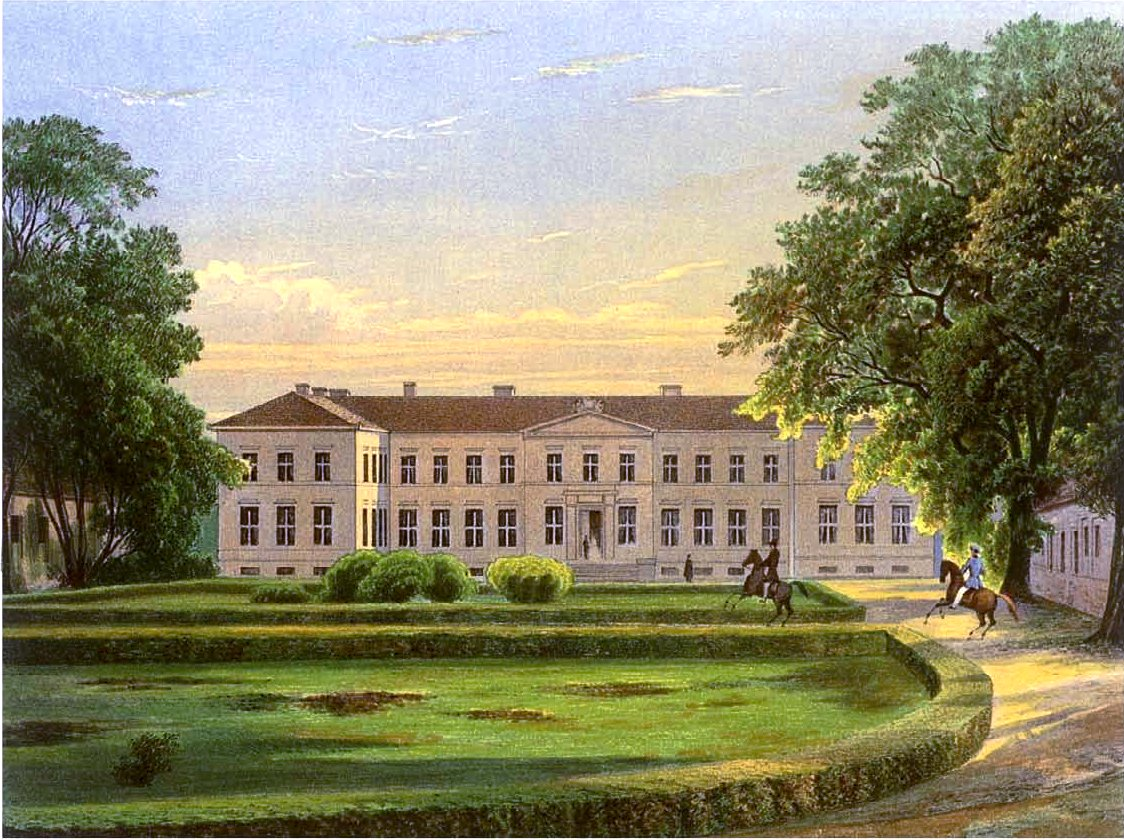
Château de Neuhardenberg, collection Alexander Duncker
(1857/58).

Le 26 octobre 1811, Friedrich Wilhelm Bernhard von Prittwitz, fils de Joachim Bernhard, vend Quilitz et se retira dans son domaine de Kazimierz en Silésie. Trois ans plus tard, Karl August von Hardenberg, chancelier d'État de Prusse, obtient le domaine des mains du roi Frédéric-Guillaume III. Il rebaptise le lieu Neu-Hardenberg et fit reconstruire le château selon les plans de Karl Friedrich Schinkel qui a aussi réalisé la modernisation de l'église du village.
Pendant le Troisième Reich, la base aérienne de Neuhardenberg est construit à partir de 1934, utilisée par la Luftwaffe et la compagnie Heinkel. En même temps, le château en possession du comte Carl-Hans von Hardenberg est un lieu de réunion des résistants au nazisme. Après l'échec du complot du 20 juillet 1944, la Gestapo vient quelques jours plus tard au château arrêter Carl-Hans von Hardenberg qui essaie de l'éviter en se tirant une balle dans la tête dans la bibliothèque, mais il manque son geste. Grièvement blessé, il est déporté au camp de concentration d'Oranienbourg-Sachsenhausen. Après la fin de la Seconde Guerre mondiale, il revient à Neuhardenberg mais est dépossédé à nouveau par l'occupation soviétique. Il s'installe à Kronberg im Taunus.
Après la guerre, la commune est rebaptisée le 1er mai 1949 Marxwalde par décision du conseil municipal du 19 février 1949 à l'honneur de Karl Marx. En 1957, la force aérienne de la NVA vient avec une garnison stationnée à l'aérodrome.
Après Die Wende, la commune reprend le nom de Neuhardenberg en 1991. En 1996, après la restitution du château à la famille von Hardenberg, elle revend à l'organisation faîtière du Sparkassen-Finanzgruppe (caisses d'épargne). Un an plus tard, la restauration du château commence. Le 8 mai 2002, l'inauguration a lieu en présence du président allemand Johannes Rau. Le château accueille un hôtel haut de gamme. En 2003 et 2004, il accueille en séjour le gouvernement fédéral.
La commune actuelle de Neuhardenberg date de 1998 avec la fusion d'Altfriedland et Wulkow.

## Jumelages
La commune de Neuhardenberg est jumelée avec :
- Hamminkeln,  Rhénanie-du-Nord-Westphalie, depuis 1990.

## Infrastructure
Neuhardenberg se trouve sur la Bundesstraße 167.
L'aérodrome est resté ouvert. À la place de la garnison, on installe sur 240 hectares un parc solaire ; avec 145 wc, il est le plus grand parc solaire d'Allemagne.

## Personnalités liées à la commune
- Johann Friedrich Grael (1707-1740), sculpteur
- Karl von Oppen (1824-1896), général mort à Altfriedland.
- Heinrich von Oppen (1856-1925), homme politique mort à Altfriedland.
- Walter Ruppin (1885-1945), homme politique
- Werner Thärichen (1921-2008), compositeur né à Neuhardenberg.
- Sigmund Jähn (né en 1937), cosmonaute
- Ronny Weller (né en 1969), haltérophile

## Source
- (de) Cet article est partiellement ou en totalité issu de l’article de Wikipédia en allemand intitulé « Neuhardenberg » (voir la liste des auteurs).